# Шаманизм в Сибири

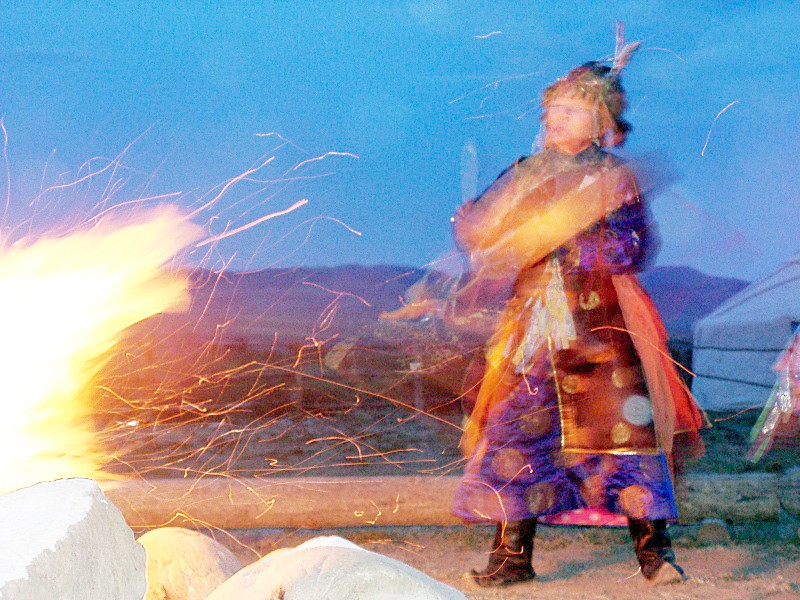
Шаманка Ай-Чурек (Лунное сердце) проводит обряд у огня; г. Кызыл, Республика Тыва.

Шаманизм в Сибири — рассматривается как главный пример шаманизма. Он является традиционной формой мировоззрения народов Сибири, видения и познания мира, рассматривающей человека как часть Космоса. Оно нацелено на непосредственное восприятие мира, постижение взаимосвязи природы и человека.

## Шаманы

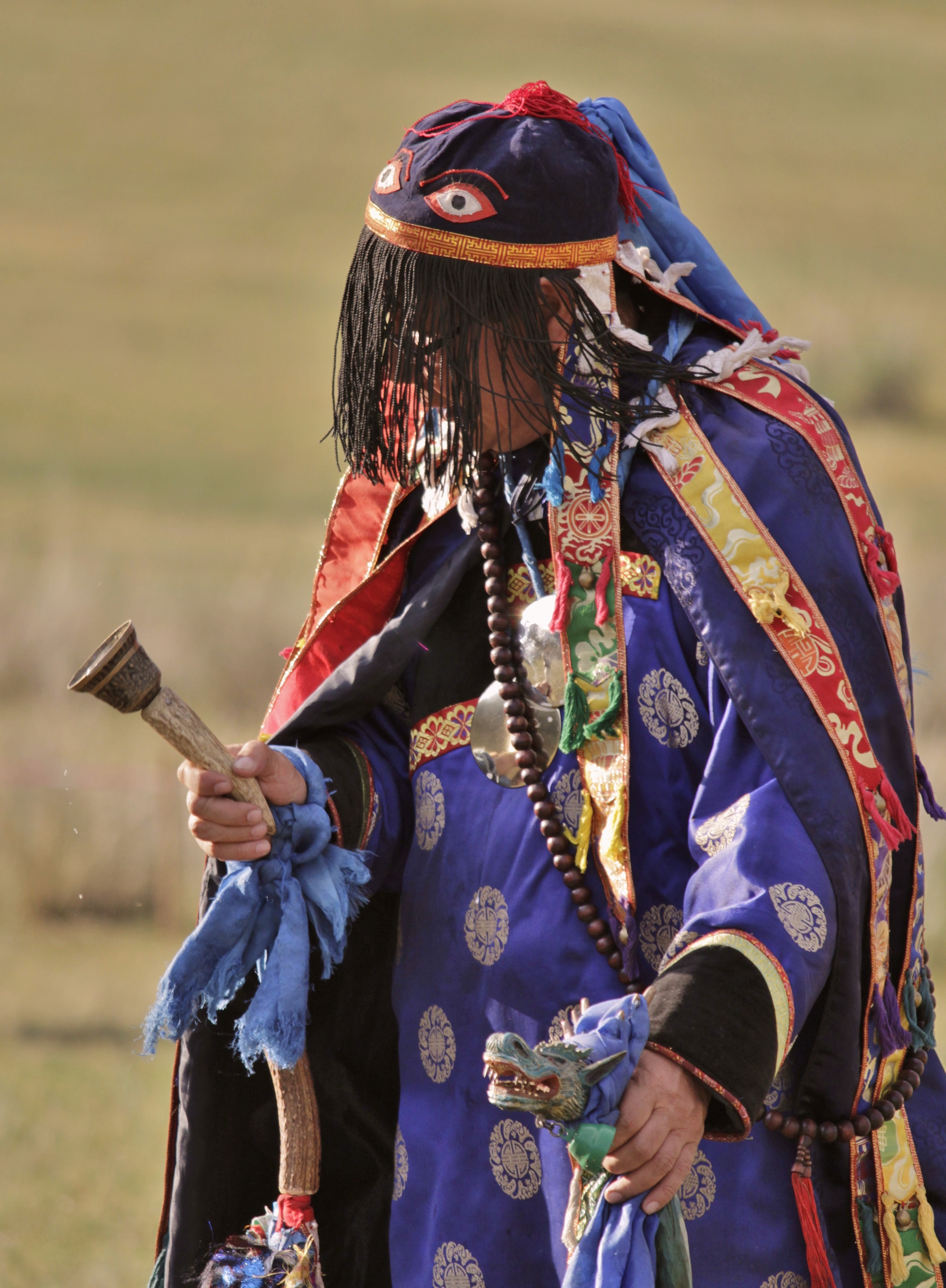
Бурятский шаман Будажап Ширеторов

Шаманы являлись неотъемлемыми членами традиционного общества, где считались посредниками между миром людей и миром духов. Важную роль в становлении личности шамана играли обряды посвящения, «увеличения сакральной силы» и обретения ими статуса «Большого шамана».
Благодаря русским путешественникам и учёным-исследователям Сибири слово «шаман», взятое из тунгусо-маньчжурских языков, получило распространение по всему миру.

### Наименование «шаман» и «шаманка» в языках разных народов
Слово «шаман» происходит от глагола са — «знать». Наименования шаманов разнятся у народов; также в зависимости от функций и категории шамана в одном языке могут существовать несколько определений.
«Шаман»:
- саман (у нанайцев); сама (у маньчжуров). Эти слова напоминают санксритское IAST: sāman («колдовать»). Вариант /šaman/ — эвенкийское, откуда и было взято уже в русский язык как шаман;
- сенин (у кетов)
- алман, олман, вольмен (у юкагиров);
- кам (у татар,алтайцев и у ойратов), хам (у тувинцев, у тофаларов, у хакасов) — слова относятся к японскому かみ kami («бог») и к нанайскому qömio («помогающий дух»)[2]. От тюркского слова «кам» произошло и слово «камлание», обозначающее обрядовое действие шамана в состоянии экстаза, которое осмыслялось как полёт по мирам Вселенной[1].

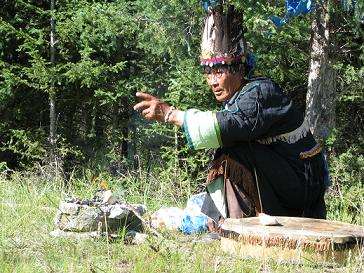
Шаман Ташоол Бууевич Кунга гадает на камнях

- ойуун (у якутов);
- тадебей (у ненцев);
- бөө (у бурят)

«Шаманка»:
- iduɣan (у монголов);
- udaɣan (у якутов);
- udagan (у бурятов);
- udugan (у эвенков);
- odogan (у недигалов);
- itako[3] (у японцев)

### Категории шаманов
У народов Сибири и Дальнего Востока шаманы делились на категории в зависимости от их способностей. Наиболее сильными считались так называемые «железные» шаманы Центральной и Восточной Сибири (например, эвенки), связанные с кузнечеством и использовавшие металл (преимущественно железо) в атрибутике.
Отличительной чертой южно-сибирского шаманства (алтайцев, тувинцев, хакасов) и связанного с ними якутского и бурятского являлось разделение шаманов на белых, камлавших в Верхний мир, и чёрных, камлавших во все миры.
Преобладание семейной формы шаманства и широкая практика травестизма (перемены пола) были характерны для народов Северо-Востока Азии (чукчей, коряков, эскимосов).
В шаманской практике народов Амура (нанайцев, удэгейцев, орочей и других) в равной степени сочеталось родовое шаманство с производственной и календарной обрядностью.
У западносибирских народов (кетов, хантов, ненцев и других) сложилась специализация сакральных лиц: гадателей и предсказателей, певцов, отправителей промысловых культов, собственно шаманов.

## Духовное путешествие
Шаманы, будучи посредниками между миром людей и миром духов, обладали не только способностью видеть иную особую реальность и путешествовать по ней, но и пребывать одновременно в двух мирах. Вселенная представлялась особой реальностью — сакральным пространством и временем, в котором действуют свои особые законы, отличные от обыденной жизни. Путешествия в мир духов (восстановление того, что они видели в мире духов, когда спасали душу пациента) проводились у некоторых народов, таких как: орочи, алтайские народности и нганасаны. Подобное состояние принято называть «камланием».

## Музыка, звуки

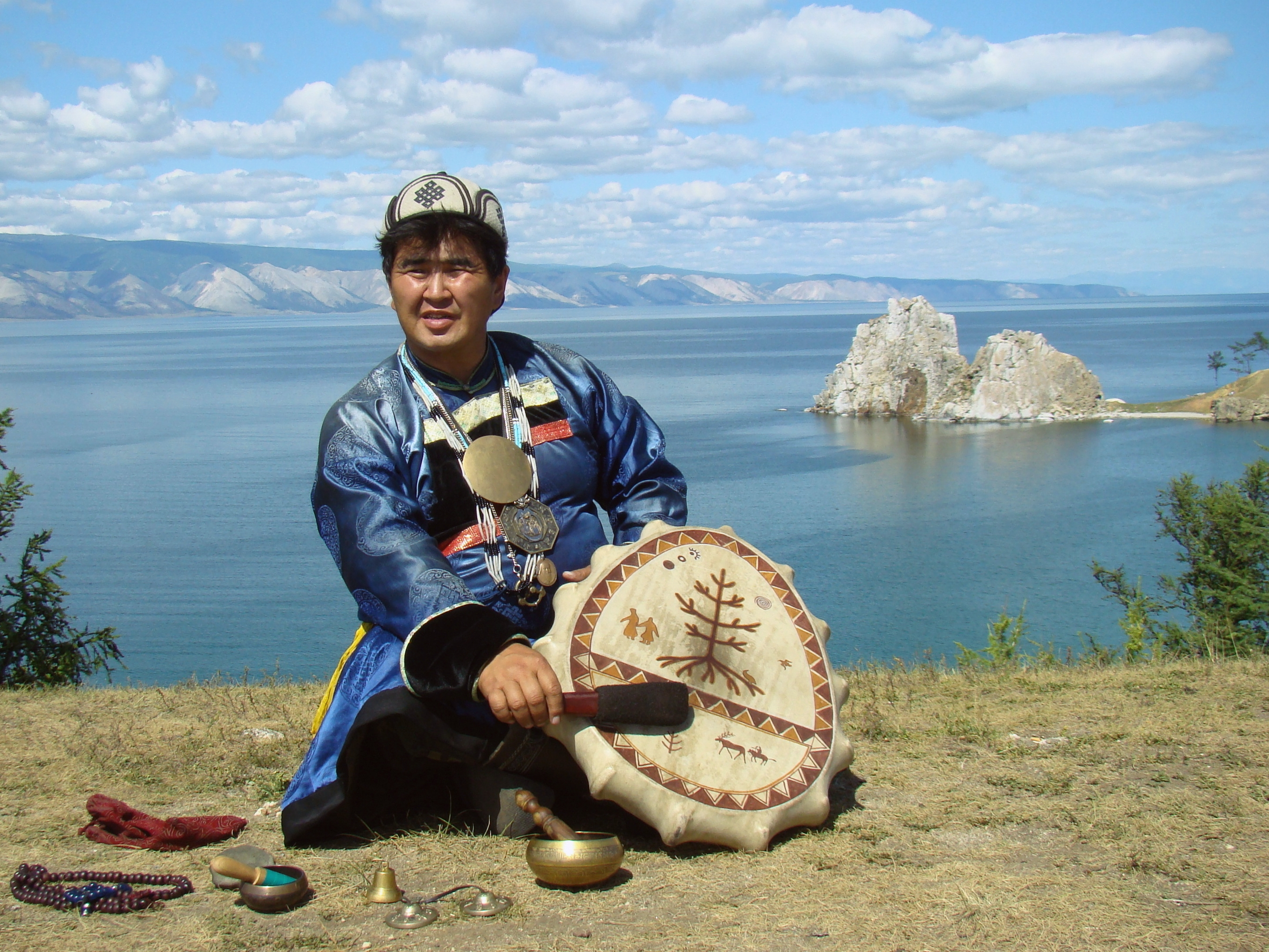
Валентин Хадгаев — главный шаман о. Ольхон на оз. Байкал

Шаманские музыкальные обычаи разнятся. В некоторых культурах шаманы подражают звукам природы, прибегая к ономатопее. Последнее справедливо, например для народов Саами. Хотя саами живут не в Сибири, многие их поверья и шаманские практики перекликаются с поверьями и практиками ряда сибирских народов.
В шаманской песне сойотов имитируются звуки птиц и волков, чтобы представить духов-помощников шамана.
В качестве ритуальных песен у них саамское традиционное пение — йойк. В последнее время[когда?] он поётся только молодыми шаманами. Но более традициональный, когда исполнители «мямлят» слова, подражая магическим заклинаниям. Некоторые особые характеристики йойка могут быть объяснены необычными музыкальными идеалами саамов, отличающихся от идеалов других культур.
Вот как описывает обряд антрополог Мария Чаплицкая, побывавшая в енисейской экспедиции в 1914—1915 годах:

«Торжественно он взял в руки свой бубен. Раздался дребезжащий грохот, постепенно достигший силы громовых раскатов… Всё громче и громче звучало пение шамана. Он призывал Этигра, приносящего ураганы, болезни и смерть, прийти на звук бубна, где гремело и тряслось его изображение — извивающаяся стальная змея. В безумном волнении он призывал Иньяна, который на своих крыльях переносит шамана в мир духов… Затем, как это заведено у северных шаманов, он смиренно склонился перед тёмными духами, а пение его перешло в тихие стенания…»

## Научное исследование
Изучением шаманизма в Сибири в разное время занимались отечественные и иностранные учёные. Основу исследований заложили востоковеды и сибиреведы дореволюционной России. Историк-востоковед Константин Александрович Иностранцев писал:

«…Изучение бытовых и духовных особенностей племён, развившихся под влиянием самых разнообразных естественных и исторических условий на пространстве, обнимающем почти весь северо-восток старого континента, представляет задачу, исполненную глубокого значения и интереса не только для людей науки, но и для всего образованного общества…»

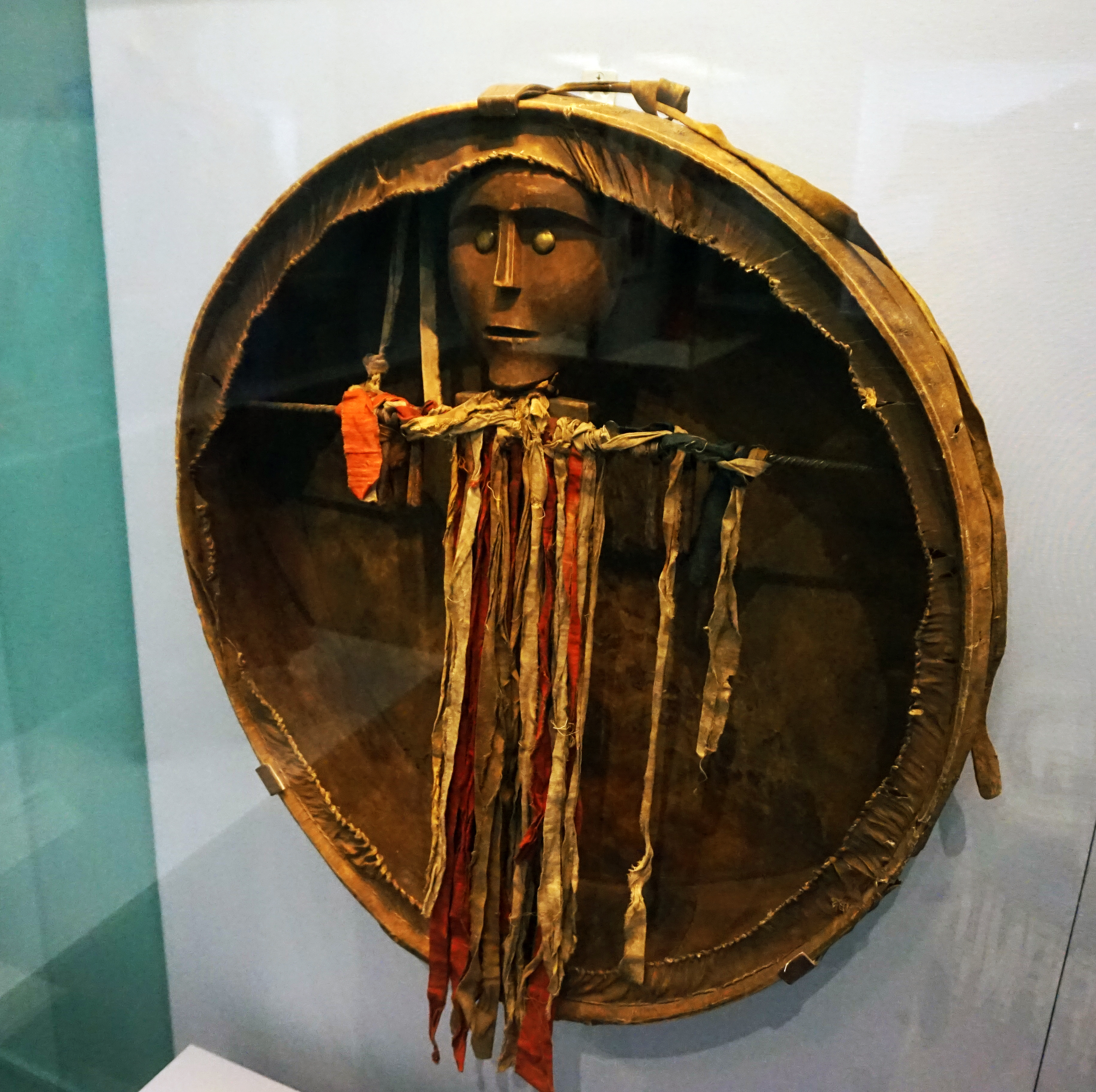
Бубен алтайского шамана. Выставка «Этнокультурное наследие народов России и Шёлковый путь», 2016 год

Английский антрополог Мария Чаплицкая отправилась в енисейскую экспедицию, написала несколько книг и статей, где осветила вопрос шаманизма у коренных народов Сибири. Религиоведение было одним из основных направлений полевых исследований Чаплицкой. Изучая верования коренных народов Сибири, путешественница обращалась к шаманским традициям и символике надмогильных сооружений:

«Я рассматривала вырезанные из дерева изображения животных на могиле умершего шамана. Поскольку шаман имеет в своем распоряжении всю вселенную, когда он обращается к высшим силам, тунгусские понятия о вселенной были представлены на могиле. Дружелюбно настроенный тунгус, объяснявший мне значения деревянных фигур, назвал похожее на свинью существо с огромными рогами „хали“, что на тунгусском языке означает „мамонт“. Останки мамонтов известны тунгусам, бивни мамонта они считают рогами»
Интересным предметом из коллекции Чаплицкой является металлический жезл эвенкийского шамана, использовавшийся для «малых камланий» (медитаций). На верхней части стержня изображено лицо духа, на нижнем конце — медвежьи когти, которыми шаман цепляется за неровности и скалы, когда спускается под землю, «в исподь».

## Аттрибуты шамана
Атрибутами шамана как правило являются
- Бубен
- Головной убор или ритуальная маска
- Жезл
- Одеяние
- казан для растирания лекарств
- Аксессуары мистического характера (лапы волка, зайца, зубы медведя, лисицы)
- Украшения и ожерелье

## Шаманизм
Современный шаманизм обретает новые формы, новое прочтение древних представлений и ритуалов. В настоящее время[когда?] известны сибирские шаманские школы в Якутии, Туве, Хакасии, на Алтае, сочетающие традиции с новой интерпретацией духовного (мистического и ритуального) опыта. Эта тема поиска пути обретения человеком гармонии с собой и восстановления во многом утраченных связей с природой и культурой — является лейтмотивом не только шаманского мировоззрения, но и личностных исканий современного человека.